# Hexatoma (Parahexatoma) decurvata
Hexatoma (Parahexatoma) decurvata is een tweevleugelige uit de familie steltmuggen (Limoniidae). De soort komt voor in het Afrotropisch gebied.